# Danielle Casanova (traghetto)
Il Danielle Casanova è un traghetto appartenente alla compagnia di navigazione Corsica Linea.

## Caratteristiche
Il traghetto, all'epoca del varo il più grande in servizio nel Mediterraneo, è lungo 176 e largo 30 e, spinto dai suoi quattro motori Wärtsilä generanti una potenza massima di 37 800 kW, è in grado di raggiungere una velocità massima di 24 nodi. Inoltre, è in grado di trasportare un massimo di 2800 passeggeri, ospitabili in 470 cabine, e 700 veicoli o 1.000 metri lineari di carico merci.

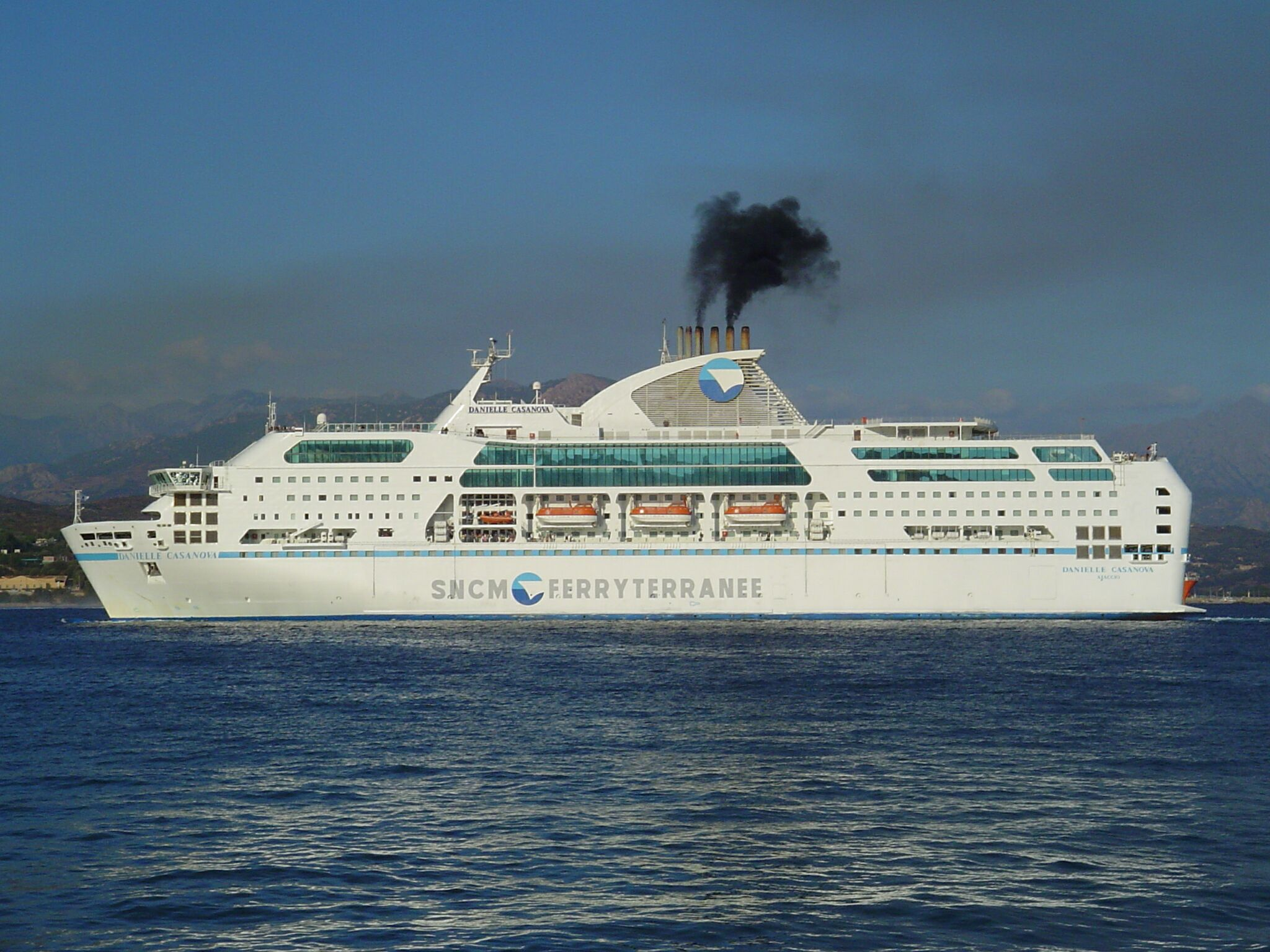
Il Danielle Casanova ad Ajaccio nel 2004.

## Servizio
Varato il 28 novembre 2001 nel cantiere navale Fincantieri di Ancona con il nome di Méditerranée, viene tuttavia ribattezzato Danielle Casanova durante i lavori di completamento nell'aprile del 2002 e ufficialmente consegnato il 26 giugno dello stesso anno alla SNCM.
Il 29 giugno salpa dal cantiere navale di Ancona per Marsiglia ancora incompleto a causa dei ritardi del cantiere, comportando un ritardo nell'ingresso in linea nei collegamenti tra Marsiglia e Bastia, inizialmente previsto per 2 luglio.
Il 1º luglio 2002 ormeggia per la prima volta a Marsiglia, accolto dai compagni di flotta Méditerranée, Paglia Orba e Monte D'Oro.
Nove giorni dopo prende servizio nei collegamenti tra Marsiglia, Bastia ed Ajaccio in sostituzione del Méditerranée.
Saltuariamente viene anche impiegato nei collegamenti tra Tolone e Porto Torres ed in minicrociere tra Spagna, Francia e Italia insieme al Napoléon Bonaparte.

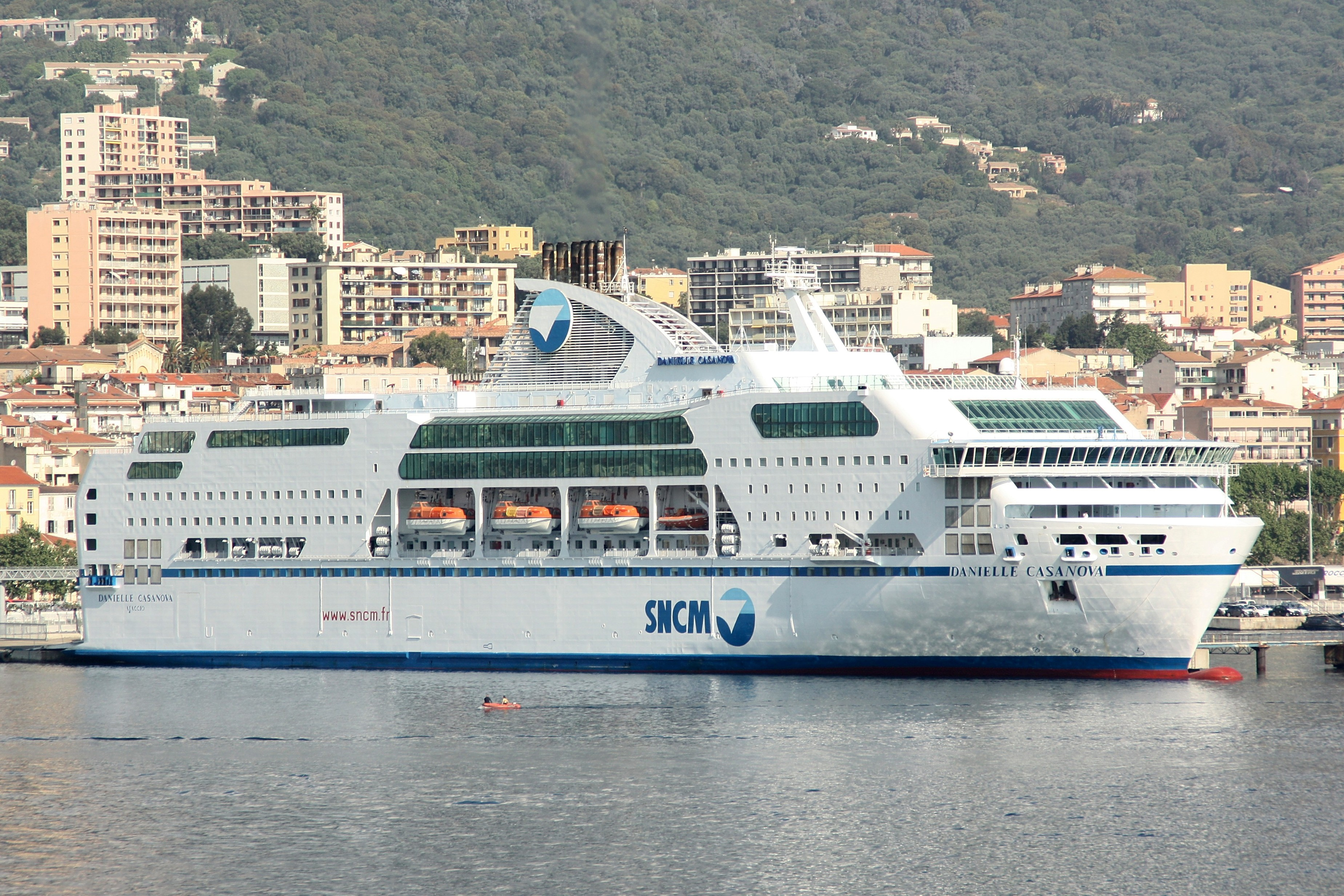
Il Danielle Casanova ormeggiato ad Ajaccio nel 2011.

Negli anni viene saltuariamente impiegato anche nei collegamenti per Tunisi, Algeri o Béjaïa.
Il 5 gennaio 2004 inaugura i nuovi collegamenti tra Marsiglia e Orano.
Il 5 gennaio 2016, con il fallimento dell'SNCM e la nascita della nuova Corsica Linea, viene trasferito insieme al resto della flotta a quest'ultima ed il 13 maggio salpa per il cantiere navale di Bizerta, dove viene sottoposto a lavori di ristrutturazione, per un totale di circa tre milioni di euro spesi, e monta la tipica livrea rossa.
Il 22 giugno torna in servizio nei collegamenti tra Marsiglia e il Maghreb, continuando saltuariamente ad operare nei collegamenti con Ajaccio e Bastia.

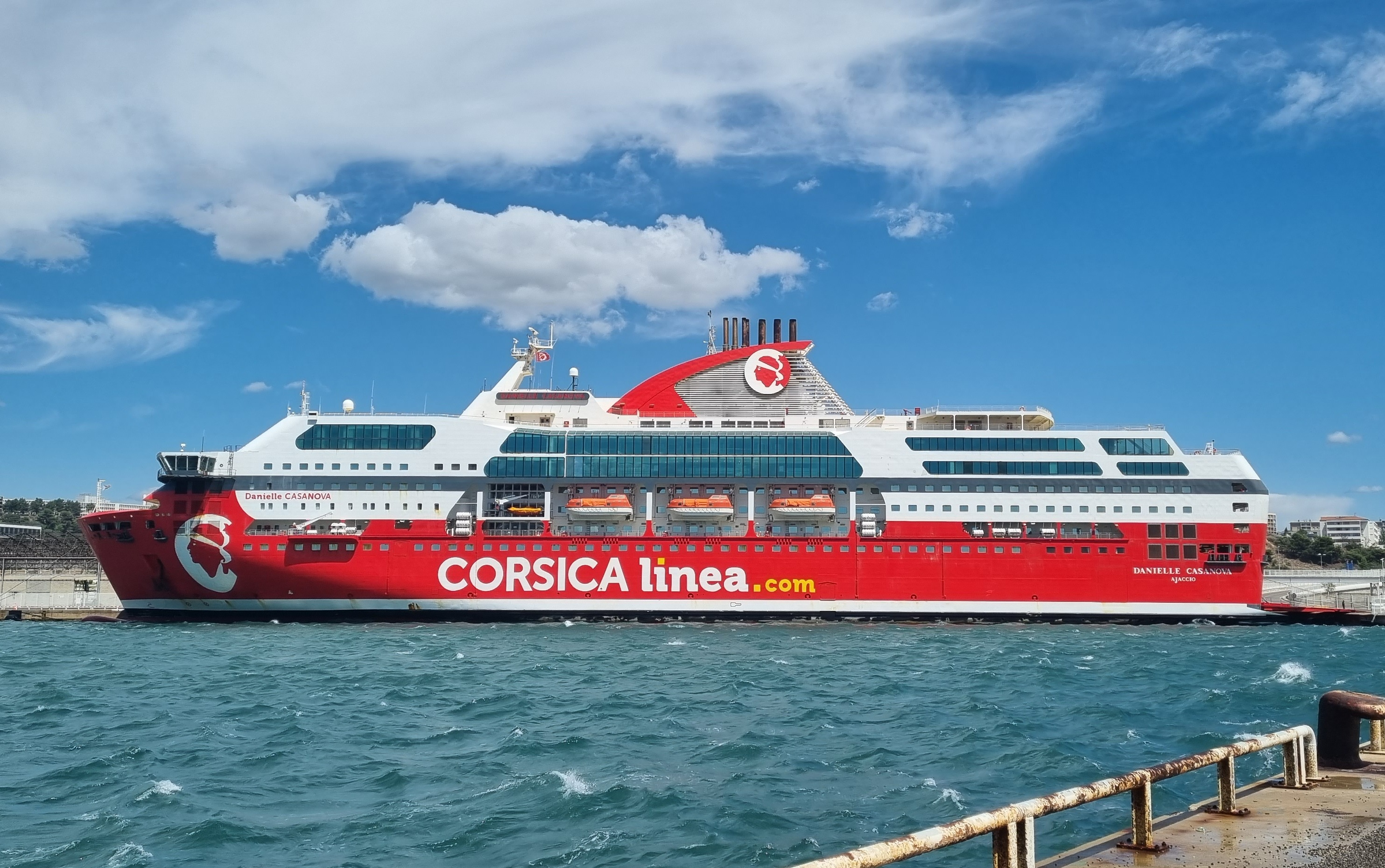
Il Danielle Casanova ormeggiato a Marsiglia nel 2023.

Dalla primavera del 2025 opera anche nei collegamenti da Marsiglia e Sète ad Algeri e Béjaïa insieme al Jean Nicoli.